# Amy McGrath
Pour les articles homonymes, voir McGrath.
Amy M. McGrath-Henderson, née le 3 juin 1975 à Cincinnati, en Ohio, est une militaire et femme politique américaine. Elle est la première femme Marines à avoir piloté un F/A-18 Hornet en mission de combat.
Au cours de ses 20 années de service dans le Corps des Marines, McGrath a effectué 89 missions de combat contre Al-Qaïda et les talibans. Vers la fin de son service, McGrath a travaillé en tant que conseillère politique, officier de liaison et instructeur à l'Académie navale des États-Unis. 
Après son retrait du service actif en 2017, McGrath entre en politique. En 2018, elle se présente en tant que candidate démocrate au poste de représentant de la 6e circonscription congressionnelle du Kentucky perdant face au républicain sortant Andy Barr.
En juillet 2019, elle annonce sa campagne pour le Sénat des États-Unis lors des élections de 2020, défiant le président sortant Mitch McConnell. Elle perd les élections générales de près de vingt points.